# 石川甚作

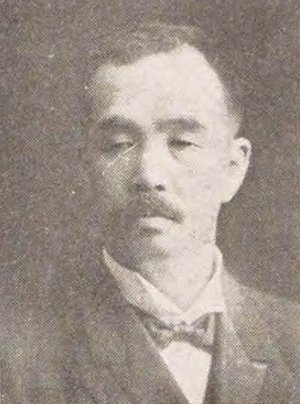
石川甚作

石川 甚作（いしかわ じんさく、文久3年5月20日（1863年7月5日） - 大正8年（1919年）1月28日）は、日本の衆議院議員。弁護士。

## 経歴
下野国都賀郡赤津村（現在の栃木市）出身。1888年（明治21年）、明治法律学校（現在の明治大学）を卒業。弁護士となり、東京市会議員に選出された。
1912年（明治45年）、第11回衆議院議員総選挙に出馬し当選を果たした。
その他、日本点灯株式会社取締役、東京湾汽船株式会社監査役、日本電線株式会社監査役、明正印刷株式会社監査役、渡辺倉庫株式会社監査役、東京消毒洗濯株式会社監査役、二十七銀行監査役、旭日生命保険株式会社監査役、駿豆電気鉄道株式会社監査役などを務めた。

## 著書
- 『実用手形法詳解』（1890年、大成学館出版局）